# Flughafen Neu-Tanegashima

i8
i11
i13
Der Flughafen Neu-Tanegashima (japanisch 新種子島空港 Shin Tanegashima Kūkō, IATA-Code: TNE, ICAO-Code: RJFG) ist ein kleiner Verkehrsflughafen der Gemeinde Nakatane auf der Insel Tanegashima in Japan, Präfektur Kagoshima. Der Flughafen liegt etwa 11 Kilometer nordöstlich vom Stadtzentrum. Von hier gibt es derzeit (2025) nur Inlandsverbindungen, welche zum in der Nähe liegenden Flughafen Kagoshima führen. Die Route (insgesamt 40 Mal die Woche beflogen) werden von den Airlines Japan Airlines und All Nippon Airways betrieben. Der Flughafen Neu-Tanegashima gilt nach der japanischen Gesetzgebung als Flughafen 3. Klasse.
Der Flughafen ist regional auch unter dem Namen Tanegashima Airport bekannt.